# Ignacio Sevilla
Ignacio Sevilla Martínez (Guadalajara, 30 de septiembre de 1941-Ibídem, 15 de noviembre de 2016) fue un futbolista mexicano que jugaba en la posición de defensa central. Jugó para el Club Deportivo Guadalajara y fue parte del Campeonísimo.
Se inició en el Guadalajara, desde las fuerzas inferiores, debutó en la segunda vuelta del campeonato 1960-61 contra el Club León, fue parte del equipo durante los campeonatos de 1960-61, 1961-62, 1963-64 y 1964-65.

## Clubes
| Club        | País   | Año         |
| ----------- | ------ | ----------- |
| Guadalajara | México | 1958 - 1968 |

## Palmarés

### Campeonatos regionales
| Título                   | Club                       | País   | Año  |
| ------------------------ | -------------------------- | ------ | ---- |
| Copa de Oro de Occidente | Club Deportivo Guadalajara | México | 1960 |

### Campeonatos nacionales
| Título                    | Club                       | País   | Año     |
| ------------------------- | -------------------------- | ------ | ------- |
| Primera división mexicana | Club Deportivo Guadalajara | México | 1960/61 |
| Campeón de Campeones      | Club Deportivo Guadalajara | México | 1961    |
| Primera división mexicana | Club Deportivo Guadalajara | México | 1961/62 |
| Primera división mexicana | Club Deportivo Guadalajara | México | 1963/64 |
| Copa México               | Club Deportivo Guadalajara | México | 1962-63 |
| Campeón de Campeones      | Club Deportivo Guadalajara | México | 1964    |
| Primera división mexicana | Club Deportivo Guadalajara | México | 1964/65 |
| Campeón de Campeones      | Club Deportivo Guadalajara | México | 1965    |

### Copas internacionales
| Título                           | Club (*)                   | Lugar  | Año  |
| -------------------------------- | -------------------------- | ------ | ---- |
| Copa de Campeones de la Concacaf | Club Deportivo Guadalajara | México | 1962 |